# ピクトリアリスム
ピクトリアリスム（ピクトリアリズム、英:pictorialism, 仏:pictorialisme）とは、乾板写真が広く導入された後、1885年ころから流行した写真の潮流に与えられる名前である。20世紀の初期に最高潮に達して、モダニズム写真が広い範囲にわたって出現した後の1914年以後急速に衰退した。「ピクトリアリスム」と「ピクトリアリスト」という用語は、1900年以後に一般に用いられるようになった。

## 歴史
19世紀、写真技術の科学者と写真師は同じカテゴリーとして、このことに芸術としての写真を目指すものたちが不満をもったのが、ピクトリアリズム写真誕生のきっかけである。イギリスではリンクトリング (Linked Ring)と名乗るグループがピクトリアリズム写真を追求した。アメリカではアルフレッド・スティーグリッツがこの運動を主導した（スティーグリッツ自身は後にストレート写真に転向）。
ジョン・カウフマンの写真は、フォトグラフズというニュースペイパーで、芸術作品と見まごうと形容された。その後、このジャンルにローズ・シモンズらが登場した。1910年ごろからストレートフォトグラフィが普及するに伴い、絵画を模倣するような作品は写真の本来の姿ではないなどと厳しい批判の対象とされてそれ以前の勢力は失った。ストレートフォトの立場からはピクトリアリスムは画面をぼかし、絵画の構図を模倣したものであるという批判がなされたが、アルフレッド・ホースリー・ヒントン は、写真がリアルなものを写している、という考えへの異議申し立てとして勃興した印象派絵画の理論を導入して、逆に写真そのものを本来の事物に近づけるためにそれらの手法を用いようとしたのであり、単に古典名画から構図を借りたという類のものではないという反論を行った。
- 特徴
- 空気遠近法を意識し、実際に肉眼に見えるように、近景にコントラストのはっきりしたものを置き、遠景を曖昧にする。
- 地平線の位置などを厳密に合わせたうえで、表現のために風景写真に雲などを合成する。
- 過剰な細部を省略して、表現したいモティーフや感情を表そうとする。

## 注
1. ↑  Pictorialism in America
2. ↑  Gael Newton, "Australian Pictorial Photography: Seeing the Light", in Padon, pp 97–99
3. ↑  Rose Simmonds Queensland Pictorial Photographer, Art Museum Queensland, Retrieved 7 October 2023